# Parque nacional marino de Mu Ko Chang
El Parque nacional marino de Mu Ko Chang (en tailandés, อุทยานแห่งชาติหมู่เกาะช้าง) es un área protegida del centro de Tailandia, en el golfo de Tailandia en la Trat. Es un parque marino con una superficie de 650 kilómetros cuadrados, incluyendo más de 52 islas. La isla más destacada dentro del archipiélago es Ko Chang. Fue establecido en 1981 como el 45.º parque nacional del país. Es un área protegida con categoría II por la UICN con arrecifes de coral.
Hay paisaje de pluvisilva, playa y manglar. Una investigación realizada en el año 1992 encontró 29 especies de mamíferos, 74 de aves y 42 de reptiles, que incluyen un endemismo, Rana kohchangae.